# Rambla del Poblenou
La rambla del Poblenou és un carrer del Poblenou, que va de la Gran Via de les Corts Catalanes fins al passeig de Calvell, molt a prop de la platja del Bogatell. Antigament s'havia anomenat passeig del Triomf, en la versió catalanitzada de l'anterior (Paseo del Triunfo) i al Pla Cerdà tenia el número 50.
L'any 2012 es van substituir les rajoles de la zona central per asfalt en alguns trams, generant opinions diverses entre els veïns. Alguns consideraven que l'asfalt feia perdre identitat a la rambla, mentre que altres valoraven positivament la millora en la seguretat per als vianants.